# Тяньцзиньский музей
Тяньцзиньский музей (кит. трад. 天津博物馆, пиньинь Tiānjīn bówùguǎn) — музей в Тяньцзине, который является самым большим среди музеев города. Находится в районе Нанькай и занимает площадь около 50 000 квадратных метров. Здание имеет уникальный архитектурный стиль, который напоминает лебедя, который расправил свои крылья.
Музей обладает большой коллекцией древнего китайского изобразительного искусства и экспонатов, связанных с историей Тяньцзинь. Около 200 000 коллекций искусства и реликвий, в том числе каллиграфии, картины, бронзовые и нефритовые изделия, керамика, монеты, исторические документы и реликвии современности.